# لویجی دانووا
لویجی دانووا (به ایتالیایی: Luigi Danova) بازیکن فوتبال و اهل ایتالیا است که از سال ۱۹۷۶ میلادی عضو تیم ملی فوتبال ایتالیا بوده و در ۱ بازی ملی حضور داشته‌است. او در بازی‌های ملی‌اش گلی به ثمر نرساند.
لویجی دانووا آخرین بازی ملی خود را در سال ۱۹۷۶ میلادی انجام داد.